# ایتاوره
ایتاوره شهری در شهرستان ناندیالا در استان بولکیمده در بورکینافاسوی غربی مرکزی است جمعیت آن ۱۹۸۸ نفر است.